# 河波荒次郎

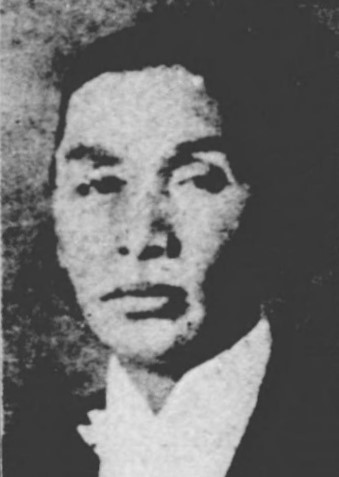
河波荒次郎

河波 荒次郎（かわなみ あらじろう、1865年10月7日（慶応元年8月18日）- 1932年（昭和7年）2月21日）は、日本の農業経営者、政治家。衆議院議員。「玄洋社式の豪傑」と呼ばれた。

## 経歴
筑前国御笠郡山田村、のちの福岡県筑紫郡大野村（現大野城市）で、地主・河波宗五郎の長男として生まれる。1885年（明治18年）家督を相続した。1888年（明治21年）東京専門学校邦語政治科を卒業した。農業を営み、玄洋社社員であった。
大野村会議員、筑紫郡会議員、同議長、雑餉隈郵便電信局長（現博多南郵便局）などを務め、1903年（明治36年）福岡県会議員に選出された。1905年（明治38年）九州日報社副社長に就任した。
1917年（大正6年）4月、第13回衆議院議員総選挙に福岡県郡部から憲政会所属で出馬して当選。その後、第15回、第17回総選挙でも当選し、衆議院議員を通算3期務めた。この間、憲政会福岡県支部幹事長となる。
かなりの資産を保有していたが、財産の全てを用いて政治活動を行った。